# Kuttolsheim
Kuttolsheim település Franciaországban, Bas-Rhin megyében. Lakosainak száma 651 fő (2022. január 1.). Kuttolsheim Fessenheim-le-Bas, Hohengœft, Neugartheim-Ittlenheim, Nordheim és Wintzenheim-Kochersberg községekkel határos.

## Népesség
A település népességének változása:
| Lakosok száma | 658  | 635  | 639  | 622  | 629  | 637  | 644  | 646  | 651  |
|               | 2013 | 2015 | 2016 | 2017 | 2018 | 2019 | 2020 | 2021 | 2022 |